# Billingemölla naturreservat
Billingemölla är ett naturreservat i Billinge socken i Eslövs kommun i Skåne. Det är beläget i Rönneås dalgång ca 2 km nordöst om Billinge och ca 2 mil norr om Eslöv. 1994 blev Billingemölla naturreservat. Det blev naturreservat för att genom en fri utveckling få en lövskog med en naturskogsliknande karaktär. Strukturen i området gör att fåglar och djur blir lockade, och det förekommer arter som är mindre vanliga, exempelvis hackspett. Sedan år 1848 har det legat en vattenmölla vid ån. År 1911 startade en dansk fabrikör en tråddragningsfabrik, men år 1957 beslutades att fabriken skulle rivas och idag finns endast grundmurar som visar var byggnaderna legat.